# 御蔵砥
御蔵砥（ごぞうと）は、群馬県南牧村にて産出される砥石が江戸幕府への献上品になったことからついた呼び名。性質は中砥。

## いきさつ
南牧村の砥沢地区では16世紀半ばには砥石の生産が始まっていたと見られ、定期市も開かれるなど賑わいを見せていた。鎌倉時代には、青砥藤綱が時の執権北条氏にも献上したとされるなど、既にその品質も評判であった。鎌倉幕府が倒れたあと関東地方で影響力を持った武田氏が上野西部を手中に収めた後は、上野砥として生産され、同地には武田家の家臣も派遣されるなど重要な資源産地となる。江戸時代に入ると、産出量と高い品質に注目した幕府はこの地域を御用砥の産地として指定・保護し、産出した砥石は富岡を経由して江戸まで運ばれた。こうした経緯やその資源の重要性から、江戸時代以降は南牧村で産出される砥石は特に御蔵砥（上野御蔵砥）と呼ばれることになる。

## その後
江戸時代末期には幕府の運営から民営へと移行し、それまで以上に上野御蔵砥は全国に流通、生産は更に拡大し、明治期には全国でも最大規模の生産量を誇った。大正・昭和初期へと時代が変化しても有数の生産地であったが、昭和の中期以降は合成砥石の普及によって生産が激減、1980年を最後に砥沢での天然砥石の採掘は行われておらず、現在は在庫の販売のみ行われている。